# Direcció general de la Funció Pública
La Direcció general de la Funció Pública és un òrgan de gestió del Ministeri de Política Territorial i Funció Pública depenent de la Secretaria d'Estat de Funció Pública encarregada de l'àmbit de la Funció pública a Espanya a tots els nivells territorials, així com de les relacions laborals, gestió de procediments del personal i altres funcions de l'àmbit dels recursos humans.

## Funcions
Les seves funcions es regulen en l'Article 8 del Reial decret 863/2018, de 28 de juliol, i són:
- L'estudi dels projectes i directrius en matèria retributiva i de dotacions de llocs de treball, i de les propostes d'aprovació i modificació de les relacions i catàlegs de llocs de treball a l'Administració General de l'Estat, així com l'autorització de nomenaments de funcionaris interins i de contractes de personal laboral temporal en aquest àmbit, en coordinació amb la Direcció general de Costos de Personal i Pensions Públiques.
- L'elaboració i proposta de l'Oferta d'Ocupació Pública de l'Administració de l'Estat, la realització d'estudis sobre necessitats de personal de l'Administració de l'Estat i sobre els criteris d'assignació eficient dels efectius de la mateixa, el diagnòstic sobre la situació en matèria de recursos humans en el sector públic institucional estatal, l'elaboració de bases comunes i l'informe de les convocatòries per a l'accés a la condició d'empleat públic de l'Administració General de l'Estat i del sector públic institucional estatal, i la convocatòria de processos selectius per a l'accés o promoció interna del personal laboral del conveni únic de l'Administració General de l'Estat.[3]
- La realització d'estudis sobre carrera administrativa, mobilitat i acompliment professional dels empleats públics de l'Administració General de l'Estat, la tramitació dels processos d'adquisició i pèrdua de la condició de empleat públic, l'autorització i, si escau, gestió dels processos de mobilitat interministerial i provisió de llocs de personal funcionari, l'exercici de les competències atribuïdes a la Secretaria d'Estat de Funció Pública en matèria de situacions administratives; la gestió dels procediments de personal derivats de la dependència orgànica dels cossos i escales adscrits al Ministeri a través de la Secretaria d'Estat de Funció Pública, i la convocatòria i resolució de processos de provisió de llocs del conveni únic del personal laboral de l'Administració de l'Estat.
- L'autorització i, si escau, tramitació de comissions de servei i altres formes de provisió de llocs de treball de l'Administració General de l'Estat per personal procedent d'altres administracions públiques, amb l'excepció dels procediments de concurs i lliure designació de personal funcionari.
- Les relacions amb les organitzacions sindicals en l'àmbit de l'Administració General de l'Estat; direcció, coordinació, desenvolupament i proposta d'acords i pactes en relació amb la negociació col·lectiva dels empleats públics de l'Administració General de l'Estat derivades de les taules de negociació de personal funcionari i laboral; l'assessorament en matèria de negociació col·lectiva en l'àmbit de l'Administració General de l'Estat i la coordinació i suport en els processos d'eleccions sindicals, així com la participació en els fòrums europeus i internacionals relatius a aquesta matèria.
- La coordinació, promoció i interlocució amb organitzacions sindicals i l'impuls de la prevenció de riscos laborals a l'Administració General de l'Estat, en el marc del que es disposa en la normativa aplicable.
- L'establiment en l'Administració General de l'Estat de criteris comuns, la coordinació, promoció, impuls i plans de formació en matèria d'acció social, responsabilitat social corporativa i igualtat i no discriminació dels empleats públics, així com l'elaboració d'informes i memòries en aquestes matèries, i la participació en els fòrums europeus i internacionals relatius a aquesta matèria.
- La coordinació i cooperació amb els organismes competents en matèria de funció pública de les administracions de les comunitats autònomes, així com la participació en fòrums europeus i d'altres organismes internacionals que afectin a les competències de la Direcció general, i l'estudi i informe dels actes i disposicions en matèria de funció pública emanades de les comunitats autònomes.
- L'emissió d'informes i contestació de consultes formulades per altres administracions públiques relatives a la Funció Pública Local respecte a la normativa bàsica estatal.
- L'exercici de les funcions que corresponguin a l'Administració General de l'Estat en relació amb els funcionaris de Administració Local amb habilitació de caràcter nacional, excepte les quals corresponguin a l'òrgan competent en matèria d'Hisendes Locals, i la gestió del registre integrat d'aquest personal.
- La incoació d'expedients disciplinaris a funcionaris d'Administració Local amb habilitació de caràcter nacional, en el marc del que es disposa en la normativa aplicable.
- L'estudi, informe i proposta de les mesures d'ordenació i modernització de la funció pública, de la normativa bàsica sobre règim jurídic dels empleats públics i de la normativa sobre règim jurídic dels empleats públics de l'Administració General de l'Estat.
- L'assessoria en matèria de recursos humans del sector públic estatal, proporcionant assistència tècnica als departaments ministerials i restants administracions públiques, així com la informació als empleats públics de la política dels recursos humans.
- La gestió del Registre Central de Personal.
- El seguiment i anàlisi de les retribucions dels càrrecs electes i dels llocs d'empleats públics de les administracions de les comunitats autònomes i entitats que integren l'Administració Local.

## Estructura
De la Direcció general depenen els següents òrgans directius:
- Subdirecció General de Gestió de Procediments de Personal.
- Subdirecció General de Planificació de Recursos Humans i Retribucions.
- Subdirecció General de Relacions Laborals.
- Subdirecció General de Relacions amb altres Administracions.
- Unitat d'Instrucció dels Expedients Disciplinaris dels Funcionaris de l'Administració Local.
- Subdirecció General de Consultoria, Assessorament i Assistència de Recursos Humans.
- Subdirecció General del Registre Central de Personal.

Al Subdirector General del Registre Central de Personal li correspon la Prefectura del Registre Central de Personal. Aquesta unitat es coordinarà amb la Secretària General d'Administració Digital per a la seva provisió de serveis en matèria de tecnologies de la informació i comunicació.

## Titulars
- Alberto de la Puente O'Connor (1978-1979)
- Francisco Guerrero Sáez (1978-1979)
- Luis Fernando Crespo Montes (1979-1980)
- Gerardo Entrena Cuesta (1980-1982)
- Julián Alvarez Alvárez (1982-1988)
- María Teresa Mogín Barquín (1988-1993)
- Leandro González Gallardo (1993-1995)
- Alberto Sereno Álvarez (1995-1996)
- Rafael Catalá Polo (1996-1999)
- Mariano Zabía Lasala (1999-2000)
- Carmen Román Riechmann (26 de maig de 2000-23 d'abril de 2004)[4][5]
- Mercedes Elvira del Palacio Tascón (23 d'abril de 2004-10 d'octubre de 2004)[6][7]
- Olga Mella Puig (15 d'octubre de 2004-19 de gener de 2007)[8][9]
- Javier Rubio Rodríguez (19 de gener de 2007-20 de juliol de 2007)[10][11]
- Petra Fernández Álvarez (20 de juliol de 2007-8 de maig de 2009)[12][13]
- Jose Enrique Martín Arahuetes (8 de maig de 2009-5 de març de 2010)[14][15]
- Cristina Pérez-Prat Durbán (5 de març de 2010-23 de gener de 2012)[16][17]
- Carmen Sánchez-Cortés Martín (23 de gener de 2012-10 d'octubre de 2014)[18][19]
- Elena Collado Martínez (21 de novembre de 2014-11 de setembre de 2015)[20][21]
- Javier Pérez Medina (21 de setembre de 2015-22 de juny de 2018)[22][23]
- Javier Rueda Vázquez (22 de juny de 2018-ara)[24][25]